# Vladimir Ussachevsky
Vladimir Ussachevsky   (Hailar, 3 de novembre de 1911 - Nova York, 2 de gener de 1990) va ser un compositor, particularment conegut pel seu treball en música electrònica.

## Biografia
Vladimir Ussachevsky va néixer al districte de Hailar a la Xina, a la moderna Mongolia Interior, fill d'un oficial de l'Exèrcit Imperial rus assignat per protegir els interessos ferroviaris transsiberians. Ell va emigrar als Estats Units el 1930 i va estudiar música en el "Pomona College" a Claremont, Califòrnia (BA, 1935), així com en la Escola de Música Eastman a Rochester, Nova York (MM, 1936, Ph.D., 1939). Les primeres obres neoromàntiques d'Usachevsky es van compondre per a instruments tradicionals, però el 1951 va començar a compondre música electrònica. Va exercir de president de l'"American Composers Alliance" des de 1968 fins a 1970 i va ser membre assessor del segell discogràfic CRI, que va publicar enregistraments de diverses de les seves composicions. També es van publicar gravacions de la seva música als segells "Capstone, d'Note" i "New World".

## Carrera docent
El 1947, després de seguir amb la divisió d'Intel·ligència de l'Exèrcit dels Estats Units a la Segona Guerra Mundial, es va incorporar a la facultat de la Universitat de Colúmbia, fent classes fins a la seva jubilació el 1980. Juntament amb Otto Luening, Ussachevsky va fundar, el 1959, la música electrònica Columbia-Princeton Centre a la ciutat de Nova York. Mentre que exercia de cap del Centre de Música Electrònica, Ussachevsky va especificar sobre l'ADSR el 1965, un component bàsic dels sintetitzadors moderns, mostrejadors i instruments electrònics. Ussachevsky també va ensenyar i era compositor en residència a la Universitat de Utah.
Entre els seus estudiants destaquen Charles Wuorinen, Alice Shields, Ilhan Mimaroglu, Faye-Ellen Silverman, Charles L. Bestor, Ingram Marshall, Joan Tower, Wendy Carlos, Kenjiro Ezaki i Richard Einhorn.

## Discografia
"Treballs Electrònics i Acústics Vladimir Ussachevsky 1957–1972". Nova York: New World Records (80654-2), 2007. Es tracta d'una recopilació d'enregistraments publicades originalment en diversos CRI LP als anys 1960 i 1970.
- Metamorphosis (1957)
- Linear Contrasts (1958)
- Poem in Cycles and Bells (1959)
- Wireless Fantasy (1960)
- Of Wood and Brass (1965)
- Computer Piece No. 1 (1968)
- Two Sketches for a Computer Piece (1971)
- Three Scenes from The Creation (1960; rev. 1973)
- Missa Brevis (1972)

"Vladimir Ussachevsky: Música de cinema". Nova York: New World Records (80389), 1990.
- Suite from No Exit (1962)
- Line of Apogee (1967)